# Semicerura multispinata
Semicerura multispinata är en urinsektsart som först beskrevs av James 1933.  Semicerura multispinata ingår i släktet Semicerura och familjen Isotomidae. Inga underarter finns listade i Catalogue of Life.